# Al Bahrain Sports Club
Maillots
Actualités
L'Al Bahrain Sports Club (en arabe : نادي البحرين الرياضي), plus couramment abrégé en Bahrain Club, est un club bahreïni de football basé à Muharraq.
Le club joue en première division nationale lors de la saison 2012-2013. Il est une des composantes d'un club omnisports, qui compte également des sections de basket-ball, de handball et de volleyball.
Le club dispute ses matchs à domicile au Al Muharraq Stadium, une enceinte qu'il partage avec son rival, Al Muharraq Club

## Histoire
Fondé en 1928, Bahrain Club est le plus ancien club du pays, tout comme Al Muharraq Club, fondé la même année. 
En 2002, le club fusionne avec celui d'Al-Khaleej mais conserve son nom d'origine
Au niveau continental, le club a participé une seule fois à une compétition asiatique, il s'agit de la Coupe des Coupes 1997-1998. Bahrain Club est éliminé dès son entrée en lice par les Koweïtiens de Kazma Sporting Club (2-2, 2-3).

## Palmarès
| Compétitions nationales |
| --- |
| - Championnat de Bahrein (5) : - Vainqueur : 1967-68, 1977-78, 1980-81, 1984-85 et 1988-89. - Vice-champion : 1983-84. - Coupe de Bahreïn (2) : - Vainqueur : 1970 et 1971. - Finaliste : 1972, 1973, 1975, 1976, 1981, 1984, 1985 et 1996. |

## Anciens entraîneurs
- Rachid Ghalfaoui [3]

## Grands noms
- Ali Nassereddine